# ノストラダムスに聞いてみろ♪
『ノストラダムスに聞いてみろ♪』（ノストラダムスにきいてみろ）は2008年2月29日に日本のアダルトゲームメーカーであるNavelの姉妹ブランド、Limeより発売された Windows用18禁恋愛アドベンチャーゲームである。

## 概要
Navelの姉妹ブランド、Limeの第1作。2006年3月25日、メーカー公式サイトおよび同日発売の雑誌『PUSH!!』（当時晋遊舎）2006年5月号にて制作が発表された。『PUSH!!』ではあごバリアとあきらによるインタビュー記事が掲載され、表紙をストラが飾っている。
2008年2月29日に-Limited Edition-が、3月28日に-Standard Edition-が発売された。
ノストラダムスの預言書を巡るノストラダムス現象やアガスティアの葉の予言を題材にした学園恋愛アドベンチャー。シナリオのあごバリアがインタビューで語るように、『SHUFFLE!』のような明るく楽しいドタバタ恋愛コメディである。

## ストーリー
筑波那岐の目の前に現れたのは、ノストラダムスと名乗る謎の男性と「ノストラダムスの預言書」と自称する美少女・ストラだった。
1999年7の月、あまりにも有名な「ノストラダムスの大予言」は外れた。それは、那岐が取ったある一つの行動のためであった。
ノストラダムスは、自らの予言の偉大さを知らしめるために那岐の目の前に現れ、ストラを置いていった。
那岐とストラとの奇妙な同居生活。那岐を取り巻く美少女たちとのトラブルの数々。那岐の未来は、ストラの予言通りになるのか。それとも……。

## キャラクター

### 主人公
筑波 那岐（つくば なぎ）
声：なし
主人公。私立神無月学園2年C組。
基本的にはスケベでお調子者。行動力はあるが猪突猛進なところがあり、ノリやテンションに乗せられやすい。だがやるときはやる性格であり、真面目で責任感が強い。約束と家族を守ることを大切にしており、行動の原動力ともなっている。成績はあまりよくないが、保健体育のテストだけは高得点を出す。
父親を交通事故で亡くしたことで荒れていた時期があり、補導歴は二桁もある問題児だった。だが、ある人物のおかげで母の愛に気付き、現在では更生している。しかし商店街では今でも前を通るだけで店を閉められたり、名前を出すだけで8割引にされたりするなど恐れられている。また今でも裏社会との繋がりがあり、一人暮らしをしているマンションも裏社会に関係する人から格安で借りている。
実父の名は「筑波 伊佐（つくば いさ）」。母は再婚して「秋葉」という名字となっているが、彼だけは「秋葉」と距離を置き「筑波」のままである。

### メインヒロイン
ストラ
声：風音
誕生日：3月3日。身長：159cm。スリーサイズ：B79(B)/W53/H78。
ノストラダムスによって作りだされた『預言書』そのもの。ノストラダムスによって、那岐の家に同居することとなる。契約を交わした後、那岐のことは「マスター」と呼び、ノストラダムスのことは「前マスター」と呼んでいる。後に那岐と同じクラスへ転入する。
基本的に明るく素直でポジティブな性格。だが天然なところがあり、那岐をへこませるような発言を無意識かつ容赦なく行う。男性経験はまったくないが知識は豊富。家事全般が得意であり、コンビニ弁当を絶対に許さない。特売なども大好きで、スーパーの特売日には真っ先に向かっている。朝が非常に弱く、毎日那岐に叩き起こされている。しかし掃除をする休日には言われなくても起きている。元々紙でできているため雨は苦手だが、シャワーやお風呂は大好きである。
秋葉 穂ノ香（あきは ほのか）
声：井村屋ほのか　
誕生日：9月24日。身長：155cm。スリーサイズ：B83(C)/W56/H81。
那岐の義理の妹。私立神無月学園1年C組。那岐のことは「兄さん」と呼んでいる。
ツインテールが特徴の美少女で、新入生の中ではNo.1の人気を誇る。料理などの家事も得意。優等生で生真面目な性格。非常識な言動や行動に対しては非常に剣幕で説教を始めるため、誰も止められない。那岐に対しては素直な態度を取れないツンデレだが、水波には「ツン1、デレ9」と言われている。後に那岐の行きつけの店である「Cafe Cloud」でバイトを始める。
家族のことを大事に思っており、那岐が「秋葉」の家に帰らないことをひどく心配している。家族に対する思いが強いため、ファザコンでマザコンでブラコンと評される。
浅間 咲耶（せんげん さくや）
声：青山ゆかり
誕生日：12月20日。身長：162cm。スリーサイズ：B84(C)/W59/H83。
那岐のクラスメート。前の学園時代から4年連続クラスメートとなる腐れ縁。
成績優秀、運動神経抜群、家事も完璧で、外見も黙っていれば美少女で、昨年度の学園内ミスコンNo.1。気さくでノリがよくイタズラ好き。Hな話題も全然平気で、那岐との下ネタトークも問題なし。男性からの告白も多々あるが、全て断っている。周囲では那岐と恋人同士と思っている人も多いが、那岐は悪友のような関係と思っている。
日本文化、その中でも特にアニメや漫画をこよなく愛し、好きな作品の話題を熱弁することもしばしば。部屋だけではなくコンテナルームまで借りるほどの大量の漫画を所持している。趣味が共通する水波とは「かしましーズ」を結成した。
父親はかなり大きい会社の重役で海外在住。そのため、マンションに1人暮らし。
白山 菊理（しらやま くくり）
声：金田まひる
誕生日：11月15日。身長：147cm。スリーサイズ：B76(A)/W54/H78。
白山財閥の一人娘で神無月学園学園長の姪。白山財閥次期総帥でありティアのマスター。ティアから那岐が将来の結婚相手と予言されたため、ティアとともに神無月学園3年C組へ転入し、「婚約者」と自称して那岐へ積極的にアタックする。学園の上の方にある、城に匹敵するような大きさの豪邸にティアと二人暮らし。
基本的には真っ直ぐな性格。努力家で、花嫁修業のために料理や育児なども陰ながら勉強している。金持ちではあるが、みんなと違う金銭感覚を持ちたくないという考えを持っている。ただし那岐のことが絡むと周囲が見えなくなり、お金も権力も平気で使おうとする。背が小さくてボリューム不足であることを気にしている。
那岐とのデート中、真聡にロングスカートを豪快にめくられ辱められるが、真聡にお姉ちゃん可愛いと言われて羞恥心が消え上機嫌になるなど、結構単純な性格でもある。
ティア
声：一色ヒカル
誕生日：6月10日。身長：164cm。スリーサイズ：B88(E)/W60/H84。
インドの預言者、アガスティアの残した預言書『アガスティアの葉』の化身。菊理の小さい頃から世話をしており、菊理と共に私立神無月学園に転入してくる。同じ予言書であるストラとは顔なじみ。一人称は「ティア」。
基本的に発言は少なくマイペースで、考えが読めない人物。他の人間と感覚がずれており、彼女の行動に唖然させられることも多々ある。素の状態でひどいことを言ったり相手のことを見下したりする発言をするなど、腹黒い一面もある。マスターである菊理に対しても悪口を言ったり、恥ずかしい秘密を平気でばらしたりもしているが、二人の会話はほとんど漫才である。
菊理の家ではメイドとして暮らしており、家事に限らず何でもこなすメイドのエキスパートでもある。学園以外の場所ではメイド服を着用していることが多い。ストラと同様にスーパーの特売には目が無く、ストラと共に買い物へ出かけることもある。
彼女の預言書としての力は、個人の人生を読むことができる能力であり、人の未来なども知ることができる。だが、彼女自身はその能力を嫌っている。

### サブキャラクター
丹生川上 水波（にうかわかみ みずは）
声：神村ひな
誕生日：9月23日。身長：158cm。スリーサイズ：B81(B)/W58/H81。
穂ノ香のクラスメイトで親友。新入生の中では穂ノ香に次ぐ人気を誇っている。
長髪黒髪で見た目は清楚な大和撫子だが、実際は明るく騒がしい美少女。家事はそこそこできるが料理は苦手。胸が小さいことを気にしている。趣味は美少女フィギュアの製作と鑑賞。嗜好が共通する咲耶と「かしましーズ」を結成している。年齢に関係なく、誰に対しても敬称はつけずに愛称で呼ぶ。
那岐のことでからかったりもするが、穂ノ香のことを大切に思っている。穂ノ香が暴走した時のなだめ役であり、その手綱捌きは絶妙。後に穂ノ香とともに「Cafe Cloud」でバイトを始める。
隠しヒロインで攻略対象。また、真聡ではなく那岐にスカートをめくられる。
氷川 佐之（ひかわ さの）
声：先割れスプーン
那岐と咲耶の悪友。二人とは2年連続のクラスメートである。ハンサムな容姿で成績もいいほうだが、常に謎と神秘とロマンを求めている問題児。だが、神秘を求める姿に哀愁が漂うということから、女子の受けも悪くない。
基本的にはどんな状況にもへこたれないポジティブな考えの持ち主であり、ノリもいい。しかし馬鹿にされると、人並みに傷つくこともある。
秋葉 那美（あきは なみ）
声：北都南
誕生日：8月30日。身長：148cm。スリーサイズ：B77(B)/W55/H76。
那岐の実母であり穂ノ香の義母。小柄で、一児の母とは思えないほどの若さを持つ。その見た目を利用して十八番は泣き落とし。怒らせると非常に怖く、その行動力は那岐ですら恐れるほど。那岐が「約束」のため家に帰らないことを悲しんでいる。
気さくな性格でお茶らけた言動も多いが、真面目なときは母親らしい一面を見せている。荒れていた那岐を支え、那岐のために再婚を一度は断るなど、家族に対する愛情は本物であり、更生した那岐も彼女には頭が上がらない。
梅宮 智瑠（うめみや ちる）
声：風華
誕生日：5月18日。身長：164cm。スリーサイズ：B86(D)/W60/H84。
那岐と佐之が常連である喫茶店「Cafe Cloud」の店主。寛容すぎる心にのんびりとした癒し系な人物だが、少々感覚がずれている。また、ノリがいい。悪癖は、すぐにアルバイトの時給を上げようとすること。
白山 媛（しらやま ひめ）
声：野上奈々
白山財閥の総帥で菊理の母。一代で財閥を成すという偉業を達成した人物。初老ぐらいの年齢だが、全体的に精気に満ちて妙に若々しくも見える。ティアの前マスターでもあり、預言書についても詳しい。厳しいことを言ったりもするが、菊理のことを大事に思っている。
ノストラダムス
声：壬申乱
ストラを作った張本人であり、現代に現れたミシェル・ド・ノートルダム（ノストラダムス）。ストラと共に那岐の前に突然現れ、予言を外す原因となった那岐に予言のすばらしさを教えるため、ストラへ那岐をマスターにするように命じる。
スーツの上に白衣を纏っている。二枚目で頭脳明晰だが性格が悪く、自分のことを崇めさせようとしたり人を見下したりする。後に那岐たちのクラスの担任となるが、授業内容はサイコロの目で決め、授業時間も気の向くまま。ストラのことは馬鹿扱いしつつも大事に思っている。

### その他
- 真聡（まさと）

Navelの常連端役（Limeでは初登場）で謎のスカートめくり少年。今回の被害者は白山菊理。今回のキャラクターデザインはあきら。

## ゲームシステム
ストラは毎朝、「今日の予言」で那岐に複数の予言を掲示する。この予言は、後の「マップ移動画面」における那岐の選択のヒントとなっている。個別ルートに入ると、「今日の予言」は行われなくなる。
予言Lv.が設定されており、一定の条件を満たすとLv.がアップする。Lv.がアップすると、「マップ移動画面」の表示が詳細になってくる。Lv.1では「マップ移動画面」に出てくる人物はただのシルエットであるが、Lv.2では人物がチップキャラクターのシルエットとなり、Lv.3ではチップキャラクターがそのまま出てくるようになる。Lv.4では選択条件に応じ、特定のキャラクターに感嘆符（！）が二つ付く。予言Lv.をあげるためには、オープニングの選択肢で「過去の予言を信じる」を選び、前回のゲームのLv.を引き継ぐ必要がある。
予言Lv.が2になるとメニュー画面に「CG鑑賞」「シーン回想」が、Lv.3になると「音楽鑑賞」が、Lv.4になると「立ち絵ギャラリー」（しかし1キャラ1枚のみで、キャラの表情やポーズ、服装のチェンジはない）が現れる。
推奨動作環境内にあっても、一部環境では起動と同時に異常終了するバグが体験版配布時からメーカー掲示板等で報告されていたが、メーカーからの返答は一切なく、当初予定日（1月25日）から延期されて発売された製品版でも修正されていなかった。パッチがメーカーHPで配布されたのが発売日4日後であったことと、対応がおざなりであったことから、メーカー掲示板には非難の言葉が多く書き込まれた。掲示板は2008年3月12日からシステムメンテナンスのため、閲覧及び書込みが出来なくなった。その後、掲示板のリンクそのものが消えている。
他にもスキップモードが全てのアイキャッチに入る手前などで強制解除されたり、BGM切替時にスキップやオートモードが数秒間停止したりするなど、システム面に対するユーザーの不満が相次いだ。

## スタッフ
- 制作：Lime
- 企画・脚本：あごバリア
- キャラクターデザイン・原画 ：あきら
- CG監修：ゆう
- システムデザイン・チップキャラデザイン：おやかた
- プログラム：青猫
- 音楽：アッチョリケ、エムクリエイト
- オープニングムービー：RMG

### 主題歌
- オープニングテーマ：FOR YOUR YELL
　　作詞：AOSSA　作曲・編曲：アッチョリケ　歌：のみこ
- エンディングテーマ：Eternal future
　　作詞：AOSSA　作曲・編曲：アッチョリケ　歌：jina

## 関連商品

### CD
ランティスより発売
- シングルCD『FOR YOUR YELL』，オープニングテーマ

歌：のみこ、2008年1月25日発売 品番：LACM-4461
- ノストラダムスに聞いてみろ♪ ドラマCD「毎日が日曜日！」

2008年4月23日発売 品番：LACA-5786
脚本はあごバリア。キャストはゲームと同じ。インターネットラジオ番組『ねぶら』第120回から128回において、ゲーム本編発売に先駆けて放送されていたラジオミニドラマをまとめたものに採り下ろしを含む全10話。
- ノストラダムスに聞いてみろ♪ オリジナルサウンドトラック

2008年7月23日発売 品番：LACA-5798

### 書籍
- 『ノストラダムスに聞いてみろ♪ プレリュードブック』

メディアビレッジ刊  2007年12月25日発売　品番：B0011N6SAG
表紙はストラ。各キャラクターを一部シナリオ、CG付で紹介。あごバリア、あきらへのインタビューもある。

### 漫画
- 『ノストラダムスに聞いてみろ♪』 ※ 一般作品

角川書店刊　2008年6月24日発売　<ISBN 978-4-04-715069-0>
作画は森崎くるみ。『月刊コンプエース』（角川書店）2008年2月号から7月号まで連載。内容はストラルートが基本。

### 小説
『ノストラダムスに聞いてみろ♪　秋葉穂ノ香の約束』 ※ 18禁作品
キルタイムコミュニケーション刊　2008年7月31日発売　<ISBN 978-4-86032-609-8>
小説神楽陽子。表紙・挿絵はあきらによる描き下ろし。
題名通りメインヒロインは穂ノ香。設定を借りただけのほぼオリジナルストーリー。
この作品より、同社の「二次元ゲームノベルズ」は正式に18禁扱いになった。

### カードゲーム
Lycee
シルバーブリッツのトレーディングカードゲーム、Lyceeに参戦している。収録エキスパンションは、Navel1.0など。